# Erythrocercus holochlorus
Monarca-amarelo ou papa-moscas-amarelinho (Erythrocercus holochlorus) é uma espécie de ave da família Cettiidae.
Pode ser encontrada nos seguintes países: Quénia, Somália e Tanzânia.
Os seus habitats naturais são: florestas subtropicais ou tropicais húmidas de baixa altitude e matagal húmido tropical ou subtropical.